# Amt Aukrug
La comunità amministrativa di Aukrug (Amt Aukrug) era una comunità amministrativa situata nel circondario di Rendsburg-Eckernförde nello Schleswig-Holstein, in Germania.
Comprendeva i comuni di Arpsdorf, Aukrug, Ehndorf e Padenstedt. Il capoluogo era Aukrug.
A partire dal 1º gennaio 2012 i comuni che ne facevano parte si sono uniti con i comuni delle comunità amministrative di Hanerau-Hademarschen e Hohenwestedt-Land e con il comune di Hohenwestedt per costituire la comunità amministrativa Mittelholstein.